# Les Charmontois
Les Charmontois je francouzská obec v departementu Marne v regionu Grand Est. V roce 2015 zde žilo 121 obyvatel.

## Poloha obce
Obec leží u hranic departementu Marne s departementem Meuse
Sousední obce jsou: Belval-en-Argonne, Éclaires, Le Châtelier, Lisle-en-Barrois (Meuse), La Neuville-aux-Bois, Seuil-d'Argonne (Meuse) a Le Vieil-Dampierre.

## Vývoj počtu obyvatel
Počet obyvatel